# Alfredo Frausto
Alfredo Frausto Mendoza (León, Guanajuato, 12 de enero de 1983) es un exfutbolista mexicano que se desempeñaba en la posición de portero.
Con Dorados ganó la Copa MX, con un gol anotado por el mismo en el minuto 90 contra correcaminos en la Copa MX Apertura 2012.

## Trayectoria
Frausto proviene de la ciudad de León y la pupila del equipo local Club de León , al primer equipo, que aparece en la segunda división mexicana, se ha incluido como de veinte años. Para la primera mitad del año fue sobre todo una reserva para Cirilo Saucedo, en el papel de ganar el juego de la Primera División A en una temporada de primavera del Clausura 2004, pero a la derrota en la eliminatoria decisiva con Dorados no dio lugar a un ascenso a la primera división. Inmediatamente después de eso, tras la salida de Saucedo, que era el portero primaria León, pero después de sólo medio año volvió a perder una posición en la alineación inicial. Durante el torneo Clausura 2005 llegó con su equipo a la final de la segunda división, luego se trasladó a otro drugoligowca - Club Correcaminos UAT con sede en Ciudad Victoria. Su color fue representado por un año, con un lugar entre los postes, pero no fue capaz de lograr mucho éxito.
Frausto verano de 2006 fue para el equipo de primera clase de San Luis FC de la ciudad de San Luis Potosí, pero simplemente no podía jugar en cualquier caso; en los últimos años fue el único préstamo a un número de equipos de la segunda división. Inmediatamente después de llegar a San Luis fue cedido al FC Tampico Madero FC , donde jugó durante medio año, siendo el objetivo principal, a continuación, también en un préstamo de seis meses, zasilił su exequipo Correcaminos UAT, perderlo, pero una rivalidad con Carlos Trejo. En julio de 2007, fue cedido al FC Petroleros de Salamanca ; Allí, a su vez, jugó durante un año, pero tomando en cuenta únicamente como reserva y no registró grandes logros. La misma situación se produjo en otro equipo de segunda división, donde actuó durante doce meses en calidad de préstamo - Lobos BUAP con sede en Puebla. Luego fue cedido en el club de segunda división Guerreros FC de la ciudad de Hermosillo, en tanto que el portero primaria jugó durante un año, hasta la disolución del equipo.
En enero de 2011 Frausto fue cedido al FC Universidad de Guadalajara, donde permaneció durante seis meses, tras lo cual fue cedido a otro drugoligowca - equipo de Mérida FC , donde pasó un año colores, con un poco de espacio entre los postes. A mediados de 2012, sobre zasilił préstamo mientras que el equipo de la segunda división Dorados de Sinaloa , con sede en la ciudad de Culiacán, en el que también jugó durante un año, pero esta es la primera vez desde hace varios años fue capaz de lograr algunos éxitos - en la temporada de otoño, el Apertura 2012 con un lugar en la portería, que llegó a la final del torneo de Liga de Ascenso de México, y también ganó la copa México - Copa México, convirtiéndose en el héroe de la última reunión del Correcaminos UAT (2: 2); por primera vez en ecualizador en tiempo de descuento que anotó (el primero de su carrera) procedente de un córner, y en la tanda de penaltis hizo el penalti decisivo que dio el equipo Dorados primer trofeo en la historia del club. Después de su espectacular actuación ganó en ese momento la fama considerable en los medios nacionales.
En el verano de 2013 Frausto regresó a la primera división, convirtiéndose en un jugador de equipo Chiapas FC con sede en Tuxtla Gutiérrez , que vendió su titular de la licencia actual de su competencia en equipo - un equipo de San Luis FC. Allí, a los treinta años de edad, hizo su debut en la Liga MX entrenador de la tenencia 's Sergio Bueno 20 de julio de 2013, en el sorteo de 2: Reunión 2 de Veracruz , y aunque al principio era una reserva para el Oscar Jiménez , que después de medio año le ha ganado la competencia por los lugares. En julio de 2013 se fue cedido al equipo de Puebla FC, donde jugó durante seis meses, mientras que la única alternativa a Rodolfo Coty, pero en la temporada del Apertura 2014 llegó a la final de la Copa Nacional. Inmediatamente después de eso, regresó a la segunda división, donde ha estado en el reproductor de préstamo de su antiguo club Dorados de Sinaloa. Allí, en la primera temporada del Clausura 2015, como el portero primaria, ganó el concurso Ascenso MX, promovido de nuevo a la primera división, donde, sin embargo, perdió su lugar entre los puestos para el recién adquirido Luis Michel .

### Clubes
| Club                       | País                | Año         | Partidos | Goles | Media |
| -------------------------- | ------------------- | ----------- | -------- | ----- | ----- |
| Club León                  | México              | 2003 - 2005 | 26       | 0     | 0     |
| Correcaminos de la UAT     | México              | 2005 - 2006 | 34       | 0     | 0     |
| Tampico Madero Fútbol Club | México              | 2006        | 16       | 0     | 0     |
| Correcaminos de la UAT     | México              | 2007        | 6        | 0     | 0     |
| Petroleros de Salamanca    | México              | 2007 - 2008 | 2        | 0     | 0     |
| Lobos BUAP                 | México              | 2008        | 3        | 0     | 0     |
| Guerreros FC de Hermosillo | México              | 2009 - 2010 | 29       | 0     | 0     |
| Universidad de Guadalajara | México              | 2011        | 8        | 0     | 0     |
| Mérida FC                  | México              | 2011 - 2012 | 30       | 0     | 0     |
| Dorados de Sinaloa         | México              | 2012 - 2013 | 38       | 1     | 0.03  |
| Chiapas Fútbol Club        | México              | 2013 - 2014 | 23       | 0     | 0     |
| Puebla FC                  | México              | 2014        | 9        | 0     | 0     |
| Dorados de Sinaloa         | México              | 2015 - 2016 | 35       | 0     | 0     |
| Cafetaleros de Tapachula   | México              | 2016        | 1        | 0     | 0     |
| Total en su carrera        | Total en su carrera | 2003 - 2016 | 260      | 1     | 0     |

## Palmarés

### Campeonatos nacionales
| Título             | Club               | País   | Año  |
| ------------------ | ------------------ | ------ | ---- |
| Copa MX            | Dorados de Sinaloa | México | 2012 |
| Ascenso MX         | Dorados de Sinaloa | México | 2015 |
| Campeón de Ascenso | Dorados de Sinaloa | México | 2015 |

## Vida personal
Alfredo fausto contrajo matrimonio por primera vez en 2016 con María espinoza con la cual tuvo 2 hijos Alfredo el mayor nacido en 2017 y Julián nacido 2019 hasta que en 2020 tomaron la decisión de divorciarce aunque  Alfredo fausto volvió a contraer matrimonio en 2022 con jenifer rodrigez la que es su esposa  y con la que cuenta otro hijo  llamado Joaquín y aunque en 2024 desidieron divorciarse y actualmente Alfredo sige viviendo en Culiacán sinaloa y a pesar de ser el propietario de un restaurante aun dedica gran parte de su tiempo a transmitir parte de su conocimiento a futuras generaciones en el club dorados 

## Actualmente
En 2019 Alfredo Fausto regreso a Culiacán Sinaloa para cumplir su sueño de tener un restaurante de mariscos nombrado marisco el piña por su apodo el las fuerzas básicas de leon guanajuato el cual permanecía abierto en 80180, Manuel J. Clouthier y o Av. Internacional 1257, Independencia, 80180 Culiacán Rosales, Sin.hasta que en 2022 cerro temporalmente debido a la pandemia hasta que en 2023 reabrieron en una nueva locacion  ubicados en blvd. dr jesus kumate. carretera a el dorado km. 2.5 culiacan sinaloa a un lado del canal el cual mantiene vivo la esencia de este gran futbolista con varias imágenes de él y una gran colección de  camiseta autografiadas.